# Debra Shaw
Debra Shaw (ur. 14 listopada 1976 roku w Filadelfii) – amerykańska modelka.
Debra zanim jeszcze została modelką, marzyła o tym, by zostać projektantką mody. W 1992 roku za namową przyjaciela, wzięła udział w warsztatach dla początkujących modelek w Filadelfii. Po ukończonych warsztatach, zdecydowała się na udział w konkursie dla modelek Associate Day w New Jersey, którego została laureatką. Nagrodą w konkursie był kontrakt z paryskim oddziałem agencji Ford. Jeszcze w tym samym roku Debra znalazła się w Paryżu, gdzie zrobiono jej profesjonalne portfolio. Szybko podpisała kontrakt z nowojorskim oddziałem agencji Ford. Na wybiegu zadebiutowała w kolekcji Martina Sitbona jesienią 1992 roku. Tam została dostrzeżona przez projektantów domu mody Christian Dior. Niedługo trwało nim stała się jedną z ulubionych modelek tegoż domu mody. W 1995 roku podpisała kontrakty z agencjami w Londynie i Mediolanie. W międzyczasie wzięła udział w kampaniach reklamowych, takich jak: Atelier Versace, Felipe Varela, Ixus by Canon i Patty Shelabarger. Od 1997 roku i w ciągu kolejnych dziesięciu lat, była jedną z głównych modelek na pokazach u najlepszych projektantów i domów mody na świecie, jak: Alexander McQueen, Givenchy, John Galliano, Betsey Johnson, Dries van Noten, Gieffeffe, Issey Miyake, Jean-Paul Gaultier, Karl Lagerfeld, Lanvin, Ocimar Versolato, Philip Treacy, Vivienne Westwood, Christian Dior, Gianni Versace, Pierre Balmain, Thierry Mugler, Valentino, Betsey Johnson, Gianfranco Ferré, Guy Laroche, Jacques Fath, Óscar de la Renta, Chanel, Giorgio Armani, Kenzo, Yves Saint Laurent. Pojawiała się na okładkach międzynarodowych edycji: Vogue'a, Harper’s Bazaar, Cosmopolitan, Elle.
W 2007 roku Debra postanowiła osiąść na stałe w Paryżu. Zrezygnowała z kontraktów międzynarodowych i podpisała kontrakt tylko z paryską agencją Viva. Obecnie pracuje tylko dla Johna Galliano i Chanel. W przerwie wykonywania zawodu modelki, jest konsultantką mody.